# Megacycle
Megacycle é um encontro anual de motociclistas que ocorre todo os anos em diversos locais do Brasil como São Lourenço (Minas Gerais), Caraguatatuba. É considerado o maior encontro de motocicletas da América Latina.
Os idealizadores do encontro promovem apresentação de bandas de rock, apresentações de equipes de wheelie, locais para gastronomia e descanso. São seus adeptos são entusiastas do motociclismo como moto clubes de todos estado e de fora do Brasil. 
Em 2011, o evento foi realizado em São Lourenço, Minas Gerais.

## Edições
- 1998 - Caraguatatuba
- 2005 - Serra Negra
- 2006 - São Lourenço
- 2007 - São Lourenço
- 2008 - São Lourenço
- 2009 - São Lourenço
- 2011 - São Lourenço